# 青龍 (バラ)

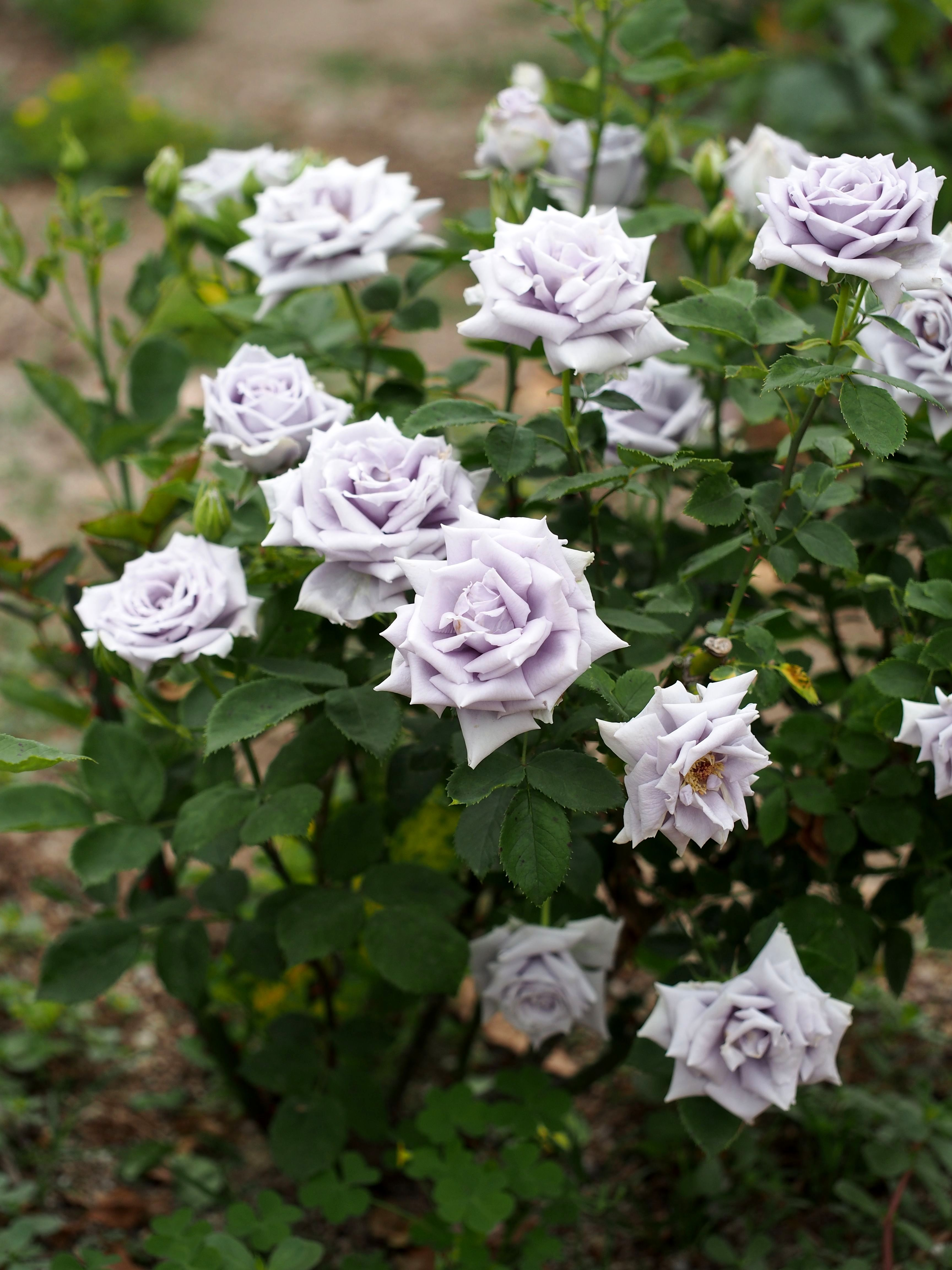
青龍

青龍 (せいりゅう) は、バラの園芸品種の1つ。1992年に日本で、小林森治によって作出された。青バラの中でも、最も青色が強いと言われるバラの1つ。スターリングシルバー、グレッチャー、ローズ・デュ・ロワ、クリムゾン・グローリー、マダム・ヴィオレを使って交配を繰り返し、完成まで約30年の年月をかけた品種として話題になった。 
ハイブリッド・ティー系の直立性・四季咲きのバラ。交配種は、(オンディーナ×(マダム・ヴィオレ×実生))。樹高は1.2m、株張りは60cmになる。青味の強い青紫色の花を咲かせる。剣弁高芯咲きで、花径は12cm、花の香りは弱く、微香。花付き、花もちはよい。花首が細く、雨が降るとうなだれて花が咲く。夏に花色が薄くなりがちだが、ほとんど退色しない。枝が細く、葉も小さい。樹勢、耐病性ともに弱い。特にうどん粉病には注意が必要である。夏を過ぎると落葉しがちになる。